# Maulisia mauli
Maulisia mauli är en fiskart som beskrevs av Parr, 1960. Maulisia mauli ingår i släktet Maulisia och familjen Platytroctidae. Inga underarter finns listade i Catalogue of Life.